# Vela nos Jogos Olímpicos de Verão de 1956 - Star
As provas da classe Star da vela nos Jogos Olímpicos de Verão de 1956 ocorreram entre 26 de novembro e 5 de dezembro daquele ano na Baía de Port Phillip, no sul de Vitória, na Austrália. O programa compunha oito regatas. Para esta classe, houve 24 velejadores, em 12 barcos, de 12 nações inscritas.

## Medalhistas
A dupla estadunidense Herbert Williams e Lawrence Low finalizou a competição em primeiro lugar, conquistando a medalha de ouro. A prata firmou-se com os italianos Agostino Straulino e Nicolò Rode. Por fim, a medalha de bronze ficou com a Durward Knowles e Sloane Farrington, das Bahamas.
|  | USA Estados Unidos            |  | ITA Itália                     |  | BAH Bahamas                       |
|  | Herbert Williams Lawrence Low |  | Agostino Straulino Nicolò Rode |  | Durward Knowles Sloane Farrington |

## Resultados
Estes foram os resultados da competição:
| Pos.              | Nação               | Tripulação                                    | Embarcação     | Regata I | Regata I | Regata II | Regata II | Regata III | Regata III | Regata IV | Regata IV | Regata V | Regata V | Regata VI | Regata VI | Regata VII | Regata VII | Total | Total -1 |
| Pos.              | Nação               | Tripulação                                    | Embarcação     | Pts.     | Pos.     | Pts.      | Pos.      | Pts.       | Pos.       | Pts.      | Pos.      | Pts.     | Pos.     | Pts.      | Pos.      | Pts.       | Pos.       | Total | Total -1 |
| ----------------- | ------------------- | --------------------------------------------- | -------------- | -------- | -------- | --------- | --------- | ---------- | ---------- | --------- | --------- | -------- | -------- | --------- | --------- | ---------- | ---------- | ----- | -------- |
| Medalha de ouro   | USA Estados Unidos  | Herbert Williams Lawrence Low                 | Kathleen       | 1        | 1180     | 5         | 481       | 2          | 879        | 1         | 1180      | 2        | 879      | 2         | 879       | 2          | 879        | 6357  | 5876     |
| Medalha de prata  | ITA Itália          | Agostino Straulino Nicolò Rode                | Merope III.    | 3        | 703      | DSQ       | 0         | 1          | 1180       | 3         | 703       | 3        | 703      | 1         | 1180      | 1          | 1180       | 5649  | 5649     |
| Medalha de bronze | BAH Bahamas         | Durward Knowles Sloane Farrington             | Gem IV.        | 2        | 879      | 2         | 879       | 5          | 481        | 2         | 879       | 1        | 1180     | 3         | 703       | 3          | 703        | 5704  | 5223     |
| 4                 | POR Portugal        | Duarte de Almeida Bello José Silva            | Faneca         | 10       | 180      | 1         | 1180      | 3          | 703        | 4         | 578       | 6        | 402      | 5         | 481       | 5          | 481        | 4005  | 3825     |
| 5                 | FRA França          | Philippe Chancerel Michel Parent              | Gam II.        | 5        | 481      | 3         | 703       | 4          | 578        | 5         | 481       | 5        | 481      | DNF       | 0         | 6          | 402        | 3126  | 3126     |
| 6                 | CUB Cuba            | Carlos de Cárdenas Jorge de Cárdenas          | Kurush IV.     | 4        | 578      | DSQ       | 0         | 6          | 402        | DNF       | 0         | 4        | 578      | 4         | 578       | 4          | 578        | 2714  | 2714     |
| 7                 | GBR Grã-Bretanha    | Bruce Bernard Banks Stanley Arthur Potter     | Starlight III. | 6        | 402      | 4         | 578       | 7          | 335        | 8         | 277       | 7        | 335      | 6         | 402       | 7          | 335        | 2664  | 2387     |
| 8                 | URS União Soviética | Timir Pinegin Fyodor Shutkov                  | Tulilind       | 7        | 335      | 8         | 277       | 8          | 277        | 7         | 335       | 8        | 277      | 8         | 277       | 8          | 277        | 2055  | 1778     |
| 9                 | AUS Austrália       | Robert French Jack Downey                     | Naiad          | 8        | 277      | 9         | 226       | 12         | 101        | 6         | 402       | 11       | 139      | 9         | 226       | 11         | 139        | 1510  | 1409     |
| 10                | CAN Canadá          | Eugene Pennell George Parsons                 | Mariana        | 11       | 139      | 7         | 335       | 9          | 226        | DNF       | 0         | 10       | 180      | 7         | 335       | 10         | 180        | 1395  | 1395     |
| 11                | ARG Argentina       | Ovidio Lagos Jorge Brown                      | Covunco III.   | 9        | 226      | 6         | 402       | 10         | 180        | DNF       | 0         | 9        | 226      | DNF       | 0         | 9          | 226        | 1260  | 1260     |
| 12                | THA Tailândia       | Prinz Bira Bhanubanda Luang Pradiyat Navayudh | Tichiboo       | DNF      | 0        | 10        | 180       | 11         | 139        | DNF       | 0         | DNF      | 0        | DNF       | 0         | 12         | 101        | 420   | 420      |

### Classificação diária

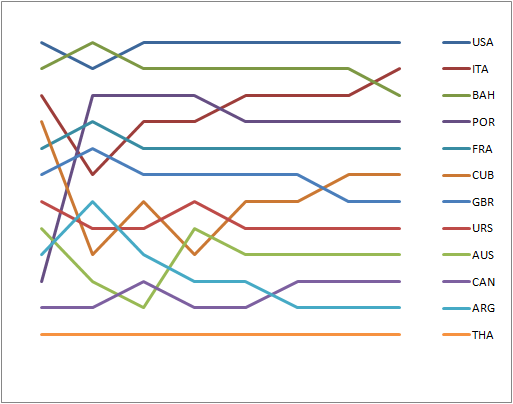
Gráfico mostrando a classificação diária na classe.